# Воля-Боґлевська
Воля-Боґлевська (пол. Wola Boglewska) — село в Польщі, у гміні Ясенець Груєцького повіту Мазовецького воєводства.
Населення — 259 осіб (2011).
У 1975-1998 роках село належало до Радомського воєводства.

## Демографія
Демографічна структура станом на 31 березня 2011 року:
|          | Загалом | Допрацездатний вік | Працездатний вік | Постпрацездатний вік |
| -------- | ------- | ------------------ | ---------------- | -------------------- |
| Чоловіки | 137     | 29                 | 94               | 14                   |
| Жінки    | 122     | 18                 | 68               | 36                   |
| Разом    | 259     | 47                 | 162              | 50                   |